# Chowanskoje-Friedhof

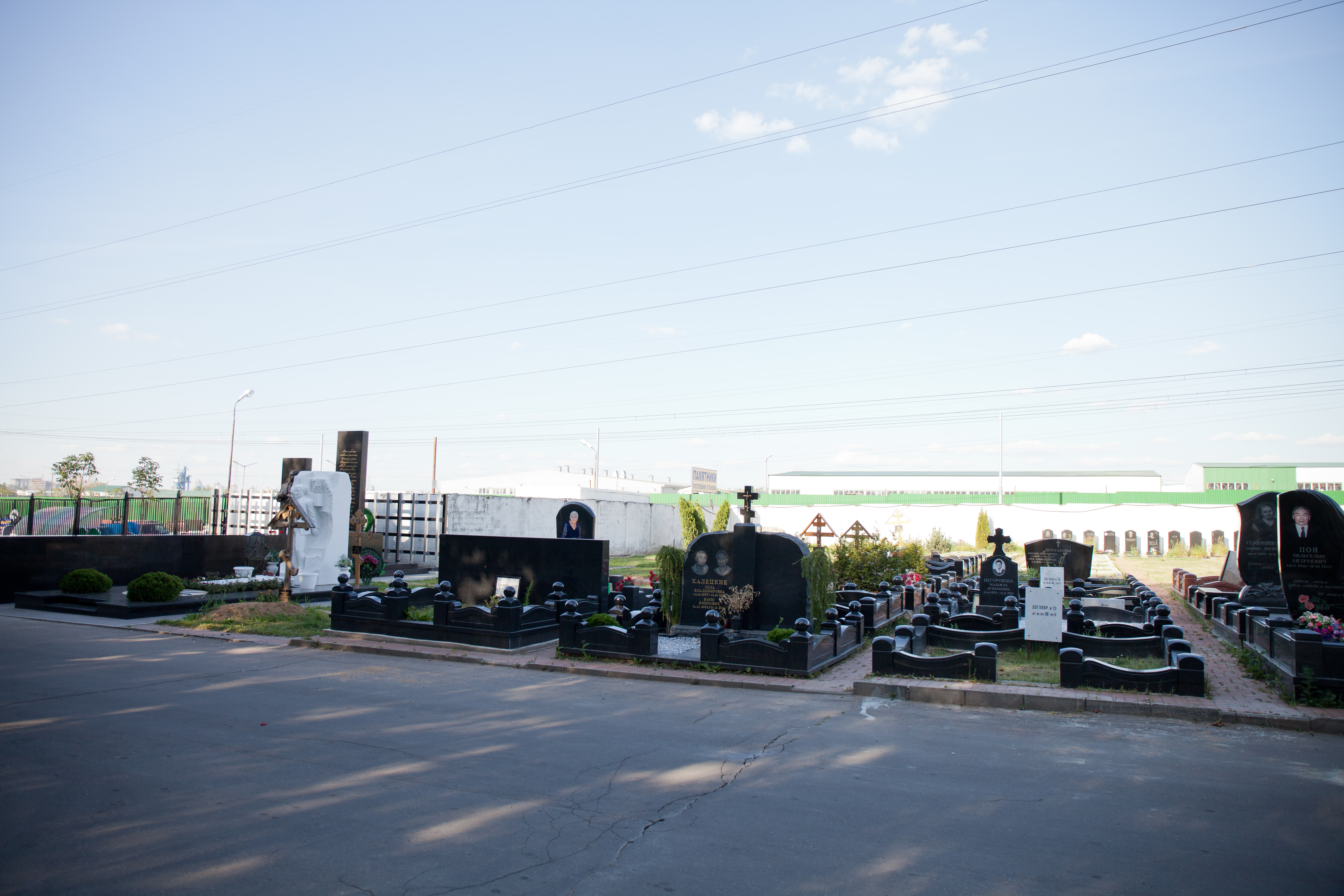
Blick auf einen Teil des Friedhofs

Der Chowanskoje-Friedhof (russisch Хованское кладбище) in der Siedlung Sossenskoje, Verwaltungsbezirk Nowomoskowski Moskaus am Moskauer Autobahnring (ungefähr am 21. Kilometer-Stein) ist der größte Friedhof in Europa.
Der Friedhof hat eine Fläche von mehr als 197 Hektar. Er ist in drei Abschnitte gegliedert:
- den 1972 eröffneten Chowanskoje-Zentralfriedhof mit 87,72 Hektar
- den 1978 eröffneten Nordfriedhof mit einem Umfang von 60 Hektar
- und den westlichen Teil, der 1992 mit weiteren 50,12 Hektar als Friedhof gewidmet wurde.

Auf dem Friedhof befindet sich eine Friedhofskapelle der Russisch-Orthodoxen Kirche, die auch schon vom Patriarchen von Moskau und der ganzen Rus, Alexius II., besucht wurde. 1988 wurde beim Friedhof ein Krematorium gebaut.
Am 14. Mai 2016 starben drei tadschikische Wanderarbeiter auf dem Friedhof während eines Kampfes zwischen Hunderten von jungen, hauptsächlich aus dem Nordkaukasus stammenden Häftlingen und einer Gruppe von meist tadschikischen Migranten, die als Friedhofsarbeiter beschäftigt waren. Nach Angaben der russischen Staatsanwälte kam es zu diesem Kampf infolge von Bemühungen des ehemaligen Moskauer Polizeibeamten Nikita Moschenko und Juri Chabujew vom Moskauer städtischen Bestattungsdienst, die Kontrolle der Gärtnerei bei der Grabpflege (mit einem monatlichen Umsatz von 20 Millionen Rubel) zu übernehmen.

## Prominente Bestattete
- Iskra Leonidowna Babitsch (1932–2001), Filmregisseurin und Drehbuchautorin
- Walentina Fjodorowna Beresuzkaja (1931–2019), Schauspielerin
- Larissa Bogoras (1929–2004), Menschenrechtsaktivistin und Dissidentin
- Waleri Wiktorowitsch Broschin (1962–2009), Fußballspieler und -trainer
- Jelisaweta Iwanowna Bykowa (1913–1989), Schachspielerin
- África de las Heras (1909–1988), Spionin
- Boris Nikolajewitsch Delone (1890–1980), Mathematiker
- Orhan Geidarowitsch Dschemal[5] (1966–2018), Journalist
- Ruslana Korshunova[6] (1987–2008), kasachisch-russisches Fotomodell
- Oleg Borissowitsch Lupanow (1932–2006), Mathematiker, Kybernetiker und Hochschullehrer
- Alexandra Makunina (1917–2000), Geographin und Hochschullehrerin
- Walerija Porochowa (1940–2019), Hochschullehrerin und Koran-Übersetzerin
- Schanna Prochorenko (1940–2011), Schauspielerin
- Galina Alexandrowna Solotowa (1924–2020), Linguistin, Russistin und Hochschullehrerin
- Igor Anatoljewitsch Stelnow (1963–2009), Eishockeyspieler und -trainer
- Juri Witaljewitsch Wolynzew (1932–1999), Film- und Theaterschauspieler